# 白节赛爵床
白节赛爵床（学名：Calophanoides multinodis）为爵床科杜根藤属的植物。分布于老挝、越南以及中国大陆的海南等地，生长于海拔300米的地区，常生长在低海拔山溪边的石上，目前尚未由人工引种栽培。